# تلمبه خانه سبزاب
تلمبه خانه سبزاب، روستایی از توابع بخش مرکزی شهرستان اندیمشک در استان خوزستان ایران است.

## جمعیت
این روستا در دهستان حومه قرار دارد و براساس سرشماری مرکز آمار ایران در سال ۱۳۹۵، جمعیت آن ۵۲ نفر (۱۲ خانوار) بوده‌است.